# 2K Sports
A 2K Sports amerikai videójáték-kiadó, a 2K Games sportjátékokra szakosodott ágazata. A vállalatot 2005 januárjában, a 2K Games-szel karöltve alapította Christoph Hartmann, David Ismailer, Jason Argent és Greg Thomas. A 2K Sports jelenteti meg a 2K Games összes sportjátékát, köztük az NBA 2K, a WWE 2K és az NHL 2K sorozatok tagjait, valamint ezen játékok fejlesztőjének, a Visual Conceptsnek a működését is biztosítja.

## Története
2005. január 24-én a Take-Two Interactive felvásárolta a Visual Concepts és a Kush Games cégeket, valamint 24 millió amerikai dollárért megvette a Segától a 2K sportjátéksorozat szellemi jogtulajdonát. Másnap a Take-Two Interactive bejelentette, hogy az újonnan megszerzett márkanevének felhasználásával megalapította a 2K Games alkiadót. Ezzel párhuzamosan a 2K Games ágazataként megalapították a cég sportjátékait felügyelő 2K Sports alkiadót. Ezután az elsődleges játékműfajuk szerint beosztották a két újonnan létrehozott cég alá a Visual Concepts, a Kush Games, az Indie Built, a Venom Games, a PopTop Software és Frog City Software fejlesztőstúdiókat.
A Take-Two Interactive 2005-ben felvásárolta a PAM Development stúdiót, majd a 2K Sports vezetése alá osztotta be azt. A 2K Sports 2006. május 1-jén gyenge pénzügyi eredmények után bezárta az Indie Built studióját. Az Indie Builtet 2004-ben vásárolta fel a Take-Two Interactive, és 2005-ben lett a 2K Sports része. 2008-ban bezárták a PAM Development és 2K Los Angeles (a 2007-ben átnevezett Kush Games) stúdiókat.
A 2K Games 2007. június 15-én bejelentette, hogy New York-i irodáikat bezárták és a 2K Sportsszal a kaliforniai Novatóba költöznek át. A 2K Sports 2013. január 23-án bejelentette, hogy a Take-Two Interactive a THQ csődárverésén megszerezte a WWE megjátékosításának jogát, mely később a WWE 2K sorozat lett. A 2K Sports 2014. január 6-án, az MLB 2K13 gyatra kritikai fogadtatása után bejelentette, hogy megszüntetik az MLB 2K sorozatot.

## Játékai
| Cím                                             | Platform             | Megjelenés           | Fejlesztő                                                                          | For.    |
| ----------------------------------------------- | -------------------- | -------------------- | ---------------------------------------------------------------------------------- | ------- |
| Major League Baseball 2K5                       | Xbox                 | 2005. február 23.    | Kush Games / Visual Concepts                                                       | [ 12 ]  |
| Major League Baseball 2K5                       | PlayStation 2        | 2005. február 28.    | Kush Games / Visual Concepts                                                       | [ 12 ]  |
| NHL 2K6                                         | PlayStation 2        | 2005. szeptember 6.  | Kush Games / Visual Concepts                                                       | [ 13 ]  |
| NHL 2K6                                         | Xbox                 | 2005. szeptember 6.  | Kush Games / Visual Concepts                                                       | [ 14 ]  |
| NBA 2K6                                         | PlayStation 2        | 2005. szeptember 26. | Visual Concepts                                                                    | [ 15 ]  |
| NBA 2K6                                         | Xbox                 | 2005. szeptember 26. | Visual Concepts                                                                    | [ 15 ]  |
| Top Spin                                        | PlayStation 2        | 2005. szeptember 26. | PAM Development / Indie Built                                                      | [ 16 ]  |
| Major League Baseball 2K5: World Series Edition | PlayStation 2        | 2005. október 18.    | Kush Games / Visual Concepts                                                       | [ 17 ]  |
| Major League Baseball 2K5: World Series Edition | Xbox                 | 2005. október 18.    | Kush Games / Visual Concepts                                                       | [ 18 ]  |
| World Poker Tour                                | Game Boy Advance     | 2005. október 18.    | Backbone Entertainment                                                             | [ 19 ]  |
| World Poker Tour                                | PlayStation 2        | 2005. október 18.    | Coresoft                                                                           | [ 19 ]  |
| World Poker Tour                                | Xbox                 | 2005. október 18.    | Coresoft                                                                           | [ 19 ]  |
| Amped 3                                         | Xbox 360             | 2005. november 15.   | Indie Built                                                                        | [ 20 ]  |
| NBA 2K6                                         | Xbox 360             | 2005. november 16.   | Visual Concepts                                                                    | [ 15 ]  |
| NHL 2K6                                         | Xbox 360             | 2005. november 16.   | Kush Games / Visual Concepts                                                       | [ 21 ]  |
| College Hoops 2K6                               | Xbox                 | 2005. november 21.   | Visual Concepts                                                                    | [ 22 ]  |
| College Hoops 2K6                               | PlayStation 2        | 2005. november 30.   | Visual Concepts                                                                    | [ 22 ]  |
| Torino 2006                                     | PlayStation 2        | 2006. január 24.     | 49Games                                                                            | [ 23 ]  |
| Torino 2006                                     | Xbox                 | 2006. január 24.     | 49Games                                                                            | [ 23 ]  |
| Torino 2006                                     | Windows              | 2006. január 26.     | 49Games                                                                            | [ 23 ]  |
| College Hoops 2K6                               | Xbox 360             | 2006. március 7.     | Visual Concepts                                                                    | [ 22 ]  |
| Major League Baseball 2K6                       | PlayStation 2        | 2006. április 3.     | Kush Games / Visual Concepts                                                       | [ 24 ]  |
| Major League Baseball 2K6                       | Xbox                 | 2006. április 3.     | Kush Games / Visual Concepts                                                       | [ 24 ]  |
| Major League Baseball 2K6                       | Xbox 360             | 2006. április 10.    | Kush Games / Visual Concepts                                                       | [ 24 ]  |
| Major League Baseball 2K6                       | PlayStation Portable | 2006. április 13.    | Kush Games / Visual Concepts                                                       | [ 24 ]  |
| World Poker Tour                                | PlayStation Portable | 2006. április 17.    | Coresoft                                                                           | [ 19 ]  |
| Major League Baseball 2K6                       | Nintendo GameCube    | 2006. június 12.     | Kush Games / Visual Concepts                                                       | [ 25 ]  |
| NHL 2K7                                         | Xbox                 | 2006. szeptember 12. | Kush Games / Visual Concepts                                                       | [ 26 ]  |
| NHL 2K7                                         | Xbox 360             | 2006. szeptember 12. | Kush Games / Visual Concepts                                                       | [ 26 ]  |
| NBA 2K7                                         | PlayStation 2        | 2006. szeptember 25. | Visual Concepts                                                                    | [ 27 ]  |
| NBA 2K7                                         | Xbox                 | 2006. szeptember 25. | Visual Concepts                                                                    | [ 27 ]  |
| NBA 2K7                                         | Xbox 360             | 2006. szeptember 25. | Visual Concepts                                                                    | [ 27 ]  |
| NHL 2K7                                         | PlayStation 2        | 2006. október 2.     | Kush Games / Visual Concepts                                                       | [ 26 ]  |
| NBA 2K7                                         | PlayStation 3        | 2006. november 13.   | Visual Concepts                                                                    | [ 27 ]  |
| NHL 2K7                                         | PlayStation 3        | 2006. november 13.   | Kush Games / Visual Concepts                                                       | [ 26 ]  |
| College Hoops 2K7                               | Xbox                 | 2006. november 20.   | Visual Concepts                                                                    | [ 28 ]  |
| College Hoops 2K7                               | Xbox 360             | 2006. november 20.   | Visual Concepts                                                                    | [ 28 ]  |
| College Hoops 2K7                               | PlayStation 2        | 2006. december 11.   | Visual Concepts                                                                    | [ 28 ]  |
| Major League Baseball 2K7                       | PlayStation 2        | 2007. február 26.    | Kush Games / Visual Concepts                                                       | [ 29 ]  |
| Major League Baseball 2K7                       | PlayStation 3        | 2007. február 26.    | Kush Games / Visual Concepts                                                       | [ 29 ]  |
| Major League Baseball 2K7                       | PlayStation Portable | 2007. február 26.    | Kush Games / Visual Concepts                                                       | [ 29 ]  |
| Major League Baseball 2K7                       | Xbox 360             | 2007. február 26.    | Kush Games / Visual Concepts                                                       | [ 29 ]  |
| Major League Baseball 2K7                       | Xbox                 | 2007. február 27.    | Kush Games / Visual Concepts                                                       | [ 29 ]  |
| College Hoops 2K7                               | PlayStation 3        | 2007. március 13.    | Visual Concepts                                                                    | [ 28 ]  |
| Top Spin 2                                      | Windows              | 2007. március 16.    | Aspyr                                                                              | [ 30 ]  |
| Major League Baseball 2K7                       | Nintendo DS          | 2007. március 19.    | Skyworks Technologies                                                              | [ 29 ]  |
| Top Spin 2                                      | Game Boy Advance     | 2007. március 29.    | Magic Pockets / Indie Built                                                        | [ 30 ]  |
| Top Spin 2                                      | Nintendo DS          | 2007. március 29.    | PAM Development / Indie Built                                                      | [ 30 ]  |
| Top Spin 2                                      | Xbox 360             | 2007. március 29.    | PAM Development / Indie Built                                                      | [ 30 ]  |
| Major League Baseball 2K7                       | Game Boy Advance     | 2007. május 22.      | Skyworks Technologies                                                              | [ 29 ]  |
| The Bigs                                        | PlayStation 2        | 2007. június 25.     | Blue Castle Games / Visual Concepts                                                | [ 31 ]  |
| The Bigs                                        | PlayStation 3        | 2007. június 25.     | Blue Castle Games / Visual Concepts                                                | [ 31 ]  |
| The Bigs                                        | PlayStation Portable | 2007. június 25.     | Blue Castle Games / Visual Concepts                                                | [ 31 ]  |
| The Bigs                                        | Wii                  | 2007. június 25.     | Blue Castle Games / Visual Concepts                                                | [ 31 ]  |
| The Bigs                                        | Xbox 360             | 2007. június 25.     | Blue Castle Games / Visual Concepts                                                | [ 31 ]  |
| All-Pro Football 2K8                            | PlayStation 3        | 2007. július 16.     | Visual Concepts                                                                    | [ 32 ]  |
| All-Pro Football 2K8                            | Xbox 360             | 2007. július 16.     | Visual Concepts                                                                    | [ 32 ]  |
| NHL 2K8                                         | PlayStation 2        | 2007. szeptember 10. | Kush Games / Visual Concepts                                                       | [ 33 ]  |
| NHL 2K8                                         | PlayStation 3        | 2007. szeptember 10. | Kush Games / Visual Concepts                                                       | [ 33 ]  |
| NHL 2K8                                         | Xbox 360             | 2007. szeptember 10. | Kush Games / Visual Concepts                                                       | [ 33 ]  |
| NBA 2K8                                         | PlayStation 2        | 2007. október 2.     | Visual Concepts                                                                    | [ 34 ]  |
| NBA 2K8                                         | PlayStation 3        | 2007. október 2.     | Visual Concepts                                                                    | [ 34 ]  |
| NBA 2K8                                         | Xbox 360             | 2007. október 2.     | Visual Concepts                                                                    | [ 34 ]  |
| MLB Power Pros                                  | PlayStation 2        | 2007. október 3.     | Konami                                                                             | [ 35 ]  |
| MLB Power Pros                                  | Wii                  | 2007. október 3.     | Konami                                                                             | [ 35 ]  |
| College Hoops 2K8                               | PlayStation 2        | 2007. november 19.   | Visual Concepts                                                                    | [ 36 ]  |
| College Hoops 2K8                               | PlayStation 3        | 2007. november 19.   | Visual Concepts                                                                    | [ 36 ]  |
| College Hoops 2K8                               | Xbox 360             | 2007. november 19.   | Visual Concepts                                                                    | [ 36 ]  |
| Major League Baseball 2K8                       | PlayStation 2        | 2008. március 3.     | Kush Games / Visual Concepts                                                       | [ 37 ]  |
| Major League Baseball 2K8                       | PlayStation 3        | 2008. március 3.     | Kush Games / Visual Concepts                                                       | [ 37 ]  |
| Major League Baseball 2K8                       | PlayStation Portable | 2008. március 3.     | Visual Concepts                                                                    | [ 37 ]  |
| Major League Baseball 2K8                       | Wii                  | 2008. március 3.     | Kush Games / Visual Concepts                                                       | [ 37 ]  |
| Major League Baseball 2K8                       | Xbox 360             | 2008. március 3.     | Kush Games / Visual Concepts                                                       | [ 37 ]  |
| Major League Baseball 2K8 Fantasy All-Stars     | Nintendo DS          | 2008. április 14.    | Deep Fried Entertainment / 2K Los Angeles                                          | [ 38 ]  |
| Don King Presents: Prizefighter                 | Xbox 360             | 2008. június 9.      | Venom Games                                                                        | [ 39 ]  |
| Top Spin 3                                      | Nintendo DS          | 2008. június 24.     | 2K China / PAM Development                                                         | [ 40 ]  |
| Top Spin 3                                      | PlayStation 3        | 2008. június 24.     | PAM Development                                                                    | [ 41 ]  |
| Top Spin 3                                      | Wii                  | 2008. június 24.     | 2K China                                                                           | [ 42 ]  |
| Top Spin 3                                      | Xbox 360             | 2008. június 24.     | PAM Development                                                                    | [ 43 ]  |
| MLB Power Pros 2008                             | PlayStation 2        | 2008. július 29.     | Konami                                                                             | [ 44 ]  |
| MLB Power Pros 2008                             | Wii                  | 2008. július 29.     | Konami                                                                             | [ 44 ]  |
| MLB Power Pros 2008                             | Nintendo DS          | 2008. július 29.     | Konami                                                                             | [ 44 ]  |
| NHL 2K9                                         | PlayStation 2        | 2008. szeptember 8.  | Visual Concepts                                                                    | [ 45 ]  |
| NHL 2K9                                         | PlayStation 3        | 2008. szeptember 8.  | Visual Concepts                                                                    | [ 45 ]  |
| NHL 2K9                                         | Wii                  | 2008. szeptember 8.  | Visual Concepts                                                                    | [ 45 ]  |
| NHL 2K9                                         | Xbox 360             | 2008. szeptember 8.  | Visual Concepts                                                                    | [ 45 ]  |
| NBA 2K9                                         | PlayStation 2        | 2008. október 7.     | Visual Concepts                                                                    | [ 46 ]  |
| NBA 2K9                                         | PlayStation 3        | 2008. október 7.     | Visual Concepts                                                                    | [ 46 ]  |
| NBA 2K9                                         | Xbox 360             | 2008. október 7.     | Visual Concepts                                                                    | [ 46 ]  |
| MLB Stickball                                   | Xbox 360             | 2008. október 8.     | Gaia Industries                                                                    | [ 47 ]  |
| NBA 2K9                                         | Windows              | 2008. október 20.    | Visual Concepts                                                                    | [ 46 ]  |
| MLB Superstars                                  | Wii                  | 2008. november 10.   | Deep Fried Entertainment                                                           | [ 48 ]  |
| MLB Front Office Manager                        | Windows              | 2009. január 26.     | Blue Castle Games                                                                  | [ 49 ]  |
| MLB Front Office Manager                        | PlayStation 3        | 2009. január 26.     | Blue Castle Games                                                                  | [ 49 ]  |
| MLB Front Office Manager                        | Xbox 360             | 2009. január 26.     | Blue Castle Games                                                                  | [ 49 ]  |
| Major League Baseball 2K9                       | Windows              | 2009. március 3.     | Visual Concepts                                                                    | [ 50 ]  |
| Major League Baseball 2K9                       | PlayStation 2        | 2009. március 3.     | Visual Concepts                                                                    | [ 50 ]  |
| Major League Baseball 2K9                       | PlayStation 3        | 2009. március 3.     | Visual Concepts                                                                    | [ 50 ]  |
| Major League Baseball 2K9                       | Wii                  | 2009. március 3.     | 2K China                                                                           | [ 51 ]  |
| Major League Baseball 2K9                       | Xbox 360             | 2009. március 3.     | Visual Concepts                                                                    | [ 50 ]  |
| Major League Baseball 2K9 Fantasy All-Stars     | Nintendo DS          | 2009. március 3.     | Deep Fried Entertainment                                                           | [ 52 ]  |
| Major League Baseball 2K9                       | PlayStation Portable | 2009. március 24.    | 2K China                                                                           | [ 53 ]  |
| Don King Boxing                                 | Nintendo DS          | 2009. március 31.    | 2K China / Mineloader Software                                                     | [ 54 ]  |
| Don King Boxing                                 | Wii                  | 2009. március 31.    | Venom Games                                                                        | [ 55 ]  |
| The Bigs 2                                      | PlayStation 2        | 2009. július 7.      | Blue Castle Games                                                                  | [ 56 ]  |
| The Bigs 2                                      | PlayStation 3        | 2009. július 7.      | Blue Castle Games                                                                  | [ 56 ]  |
| The Bigs 2                                      | PlayStation Portable | 2009. július 7.      | Blue Castle Games                                                                  | [ 56 ]  |
| The Bigs 2                                      | Wii                  | 2009. július 7.      | Blue Castle Games                                                                  | [ 56 ]  |
| The Bigs 2                                      | Xbox 360             | 2009. július 7.      | Blue Castle Games                                                                  | [ 56 ]  |
| NBA 2K10: Draft Combine                         | Xbox 360             | 2009. augusztus 26.  | Visual Concepts                                                                    | [ 57 ]  |
| NBA 2K10: Draft Combine                         | PlayStation 3        | 2009. augusztus 26.  | Visual Concepts                                                                    | [ 57 ]  |
| The Bigs 2                                      | Nintendo DS          | 2009. augusztus 31.  | Sensory Sweep Studios                                                              | [ 56 ]  |
| NHL 2K10                                        | PlayStation 2        | 2009. szeptember 15. | Visual Concepts                                                                    | [ 58 ]  |
| NHL 2K10                                        | PlayStation 3        | 2009. szeptember 15. | Visual Concepts                                                                    | [ 58 ]  |
| NHL 2K10                                        | Wii                  | 2009. szeptember 15. | Visual Concepts                                                                    | [ 58 ]  |
| NHL 2K10                                        | Xbox 360             | 2009. szeptember 15. | Visual Concepts                                                                    | [ 58 ]  |
| Baseball Blast!                                 | Wii                  | 2009. szeptember 29. | WayForward Technologies                                                            | [ 59 ]  |
| NBA 2K10                                        | PlayStation 2        | 2009. október 6.     | Visual Concepts                                                                    | [ 60 ]  |
| NBA 2K10                                        | PlayStation 3        | 2009. október 6.     | Visual Concepts                                                                    | [ 60 ]  |
| NBA 2K10                                        | PlayStation Portable | 2009. október 6.     | 2K China                                                                           | [ 61 ]  |
| NBA 2K10                                        | Xbox 360             | 2009. október 6.     | Visual Concepts                                                                    | [ 60 ]  |
| NBA 2K10                                        | Windows              | 2009. október 12.    | Visual Concepts                                                                    | [ 60 ]  |
| NBA 2K10                                        | Wii                  | 2009. november 9.    | Visual Concepts                                                                    | [ 60 ]  |
| Major League Baseball 2K10                      | Nintendo DS          | 2010. március 2.     | Powerhead Studios                                                                  | [ 62 ]  |
| Major League Baseball 2K10                      | Windows              | 2010. március 2.     | Visual Concepts                                                                    | [ 62 ]  |
| Major League Baseball 2K10                      | PlayStation 2        | 2010. március 2.     | 2K China                                                                           | [ 63 ]  |
| Major League Baseball 2K10                      | PlayStation 3        | 2010. március 2.     | Visual Concepts                                                                    | [ 62 ]  |
| Major League Baseball 2K10                      | PlayStation Portable | 2010. március 2.     | 2K China                                                                           | [ 64 ]  |
| Major League Baseball 2K10                      | Wii                  | 2010. március 2.     | 2K China                                                                           | [ 65 ]  |
| Major League Baseball 2K10                      | Xbox 360             | 2010. március 2.     | Visual Concepts                                                                    | [ 62 ]  |
| NHL 2K11                                        | iOS                  | 2010. augusztus 24.  | 2K China                                                                           | [ 66 ]  |
| NHL 2K11                                        | Wii                  | 2010. augusztus 24.  | Visual Concepts                                                                    | [ 66 ]  |
| NBA 2K11                                        | Windows              | 2010. október 5.     | Visual Concepts                                                                    | [ 67 ]  |
| NBA 2K11                                        | PlayStation 2        | 2010. október 5.     | Visual Concepts                                                                    | [ 67 ]  |
| NBA 2K11                                        | PlayStation 3        | 2010. október 5.     | Visual Concepts                                                                    | [ 67 ]  |
| NBA 2K11                                        | PlayStation Portable | 2010. október 5.     | 2K China                                                                           | [ 68 ]  |
| NBA 2K11                                        | Xbox 360             | 2010. október 5.     | Visual Concepts                                                                    | [ 67 ]  |
| NBA 2K11                                        | Wii                  | 2010. október 19.    | Visual Concepts                                                                    | [ 67 ]  |
| Major League Baseball 2K11                      | Nintendo DS          | 2011. március 8.     | Virtuos / 2K China                                                                 | [ 69 ]  |
| Major League Baseball 2K11                      | Windows              | 2011. március 8.     | Visual Concepts                                                                    | [ 70 ]  |
| Major League Baseball 2K11                      | PlayStation 2        | 2011. március 8.     | 2K China / Virtuos                                                                 | [ 71 ]  |
| Major League Baseball 2K11                      | PlayStation 3        | 2011. március 8.     | Visual Concepts                                                                    | [ 70 ]  |
| Major League Baseball 2K11                      | PlayStation Portable | 2011. március 8.     | 2K China / Virtuos                                                                 | [ 72 ]  |
| Major League Baseball 2K11                      | Wii                  | 2011. március 8.     | 2K China                                                                           | [ 73 ]  |
| Major League Baseball 2K11                      | Xbox 360             | 2011. március 8.     | Visual Concepts                                                                    | [ 70 ]  |
| Top Spin 4                                      | PlayStation 3        | 2011. március 15.    | 2K Czech / 2K China                                                                | [ 74 ]  |
| Top Spin 4                                      | Wii                  | 2011. március 15.    | 2K China                                                                           | [ 75 ]  |
| Top Spin 4                                      | Xbox 360             | 2011. március 15.    | 2K Czech / 2K China                                                                | [ 74 ]  |
| NBA 2K12                                        | iOS                  | 2011. október 4.     | 2K China                                                                           | [ 76 ]  |
| NBA 2K12                                        | Windows              | 2011. október 4.     | Visual Concepts                                                                    | [ 77 ]  |
| NBA 2K12                                        | PlayStation 2        | 2011. október 4.     | 2K China / Virtuos                                                                 | [ 77 ]  |
| NBA 2K12                                        | PlayStation 3        | 2011. október 4.     | Visual Concepts                                                                    | [ 77 ]  |
| NBA 2K12                                        | PlayStation Portable | 2011. október 4.     | 2K China                                                                           | [ 78 ]  |
| NBA 2K12                                        | Wii                  | 2011. október 4.     | Visual Concepts                                                                    | [ 77 ]  |
| NBA 2K12                                        | Xbox 360             | 2011. október 4.     | Visual Concepts                                                                    | [ 77 ]  |
| Major League Baseball 2K12                      | Nintendo DS          | 2012. március 6.     | Virtuos / 2K China                                                                 | [ 79 ]  |
| Major League Baseball 2K12                      | Windows              | 2012. március 6.     | Visual Concepts                                                                    | [ 79 ]  |
| Major League Baseball 2K12                      | PlayStation 2        | 2012. március 6.     | 2K China / Virtuos                                                                 | [ 79 ]  |
| Major League Baseball 2K12                      | PlayStation 3        | 2012. március 6.     | Visual Concepts                                                                    | [ 79 ]  |
| Major League Baseball 2K12                      | PlayStation Portable | 2012. március 6.     | 2K China / Virtuos                                                                 | [ 79 ]  |
| Major League Baseball 2K12                      | Wii                  | 2012. március 6.     | Virtuos / 2K China                                                                 | [ 80 ]  |
| Major League Baseball 2K12                      | Xbox 360             | 2012. március 6.     | Visual Concepts                                                                    | [ 79 ]  |
| NBA 2K All Stars                                | Webböngészők         | 2012. július 19.     | Visual Concepts                                                                    | [ 81 ]  |
| My NBA 2K                                       | Android              | 2012. október 2.     | Visual Concepts                                                                    | [ 82 ]  |
| My NBA 2K                                       | iOS                  | 2012. október 2.     | Visual Concepts                                                                    | [ 82 ]  |
| NBA 2K13                                        | Android              | 2012. október 2.     | 2K China                                                                           | [ 83 ]  |
| NBA 2K13                                        | iOS                  | 2012. október 2.     | 2K China                                                                           | [ 83 ]  |
| NBA 2K13                                        | Windows              | 2012. október 2.     | Visual Concepts                                                                    | [ 83 ]  |
| NBA 2K13                                        | PlayStation 3        | 2012. október 2.     | Visual Concepts                                                                    | [ 83 ]  |
| NBA 2K13                                        | PlayStation Portable | 2012. október 2.     | Virtuos / 2K China                                                                 | [ 83 ]  |
| NBA 2K13                                        | Wii                  | 2012. október 2.     | Visual Concepts                                                                    | [ 83 ]  |
| NBA 2K13                                        | Xbox 360             | 2012. október 2.     | Visual Concepts                                                                    | [ 83 ]  |
| NBA 2K My Life                                  | Webböngészők         | 2012. október 2.     | Visual Concepts                                                                    | [ 82 ]  |
| NBA 2K Online                                   | Webböngészők         | 2012. október 24.    | Visual Concepts / Tencent Games                                                    | [ 84 ]  |
| NBA 2K13                                        | Wii U                | 2012. november 18.   | Visual Concepts / 2K China                                                         | [ 83 ]  |
| Major League Baseball 2K13                      | PlayStation 3        | 2013. március 5.     | Visual Concepts                                                                    | [ 85 ]  |
| Major League Baseball 2K13                      | Xbox 360             | 2013. március 5.     | Visual Concepts                                                                    | [ 85 ]  |
| Pro Baseball 2K                                 | Windows              | 2013. május 2.       | Visual Concepts / Nexon                                                            | [ 86 ]  |
| 2K Drive                                        | iOS                  | 2013. szeptember 5.  | Lucid Games                                                                        | [ 87 ]  |
| NBA 2K14                                        | Android              | 2013. október 1.     | Visual Concepts China                                                              | [ 88 ]  |
| NBA 2K14                                        | Fire OS              | 2013. október 1.     | Visual Concepts China                                                              | [ 88 ]  |
| NBA 2K14                                        | iOS                  | 2013. október 1.     | Visual Concepts China                                                              | [ 88 ]  |
| NBA 2K14                                        | Windows              | 2013. október 1.     | Visual Concepts                                                                    | [ 86 ]  |
| NBA 2K14                                        | PlayStation 3        | 2013. október 1.     | Visual Concepts / Visual Concepts Korea                                            | [ 86 ]  |
| NBA 2K14                                        | Xbox 360             | 2013. október 1.     | Visual Concepts / Visual Concepts Korea                                            | [ 86 ]  |
| WWE 2K14                                        | PlayStation 3        | 2013. október 29.    | Yuke’s / Visual Concepts / Lakshya Digital / Virtuos / Mineloader / Original Force | [ 89 ]  |
| WWE 2K14                                        | Xbox 360             | 2013. október 29.    | Yuke’s / Visual Concepts / Lakshya Digital / Virtuos / Mineloader / Original Force | [ 89 ]  |
| My NBA 2K14                                     | Android              | 2013. november 8.    | Cat Daddy Games                                                                    | [ 90 ]  |
| My NBA 2K14                                     | iOS                  | 2013. november 8.    | Cat Daddy Games                                                                    | [ 90 ]  |
| NBA 2K14                                        | PlayStation 4        | 2013. november 15.   | Visual Concepts                                                                    | [ 91 ]  |
| NBA 2K14                                        | Xbox One             | 2013. november 19.   | Visual Concepts                                                                    | [ 92 ]  |
| WWE SuperCard                                   | Android              | 2014. augusztus 14.  | Cat Daddy Games                                                                    | [ 93 ]  |
| WWE SuperCard                                   | Fire OS              | 2014. augusztus 14.  | Cat Daddy Games                                                                    | [ 93 ]  |
| WWE SuperCard                                   | iOS                  | 2014. augusztus 14.  | Cat Daddy Games                                                                    | [ 94 ]  |
| NHL 2K                                          | Android              | 2014. október 1.     | Virtuos / Visual Concepts China                                                    | [ 95 ]  |
| NHL 2K                                          | iOS                  | 2014. október 1.     | Virtuos / Visual Concepts China                                                    | [ 95 ]  |
| NBA 2K15                                        | Microsoft Windows    | 2014. október 7.     | Visual Concepts                                                                    | [ 96 ]  |
| NBA 2K15                                        | PlayStation 3        | 2014. október 7.     | Visual Concepts / Visual Concepts Korea                                            | [ 96 ]  |
| NBA 2K15                                        | PlayStation 4        | 2014. október 7.     | Visual Concepts                                                                    | [ 96 ]  |
| NBA 2K15                                        | Xbox 360             | 2014. október 7.     | Visual Concepts / Visual Concepts Korea                                            | [ 96 ]  |
| NBA 2K15                                        | Xbox One             | 2014. október 7.     | Visual Concepts                                                                    | [ 96 ]  |
| My NBA 2K15                                     | Android              | 2014. október 13.    | Cat Daddy Games                                                                    | [ 97 ]  |
| My NBA 2K15                                     | iOS                  | 2014. október 13.    | Cat Daddy Games                                                                    | [ 97 ]  |
| NBA 2K15                                        | Android              | 2014. október 16.    | Visual Concepts China                                                              | [ 98 ]  |
| NBA 2K15                                        | Fire OS              | 2014. október 16.    | Visual Concepts China                                                              | [ 99 ]  |
| NBA 2K15                                        | iOS                  | 2014. október 16.    | Visual Concepts China                                                              | [ 99 ]  |
| WWE 2K15                                        | PlayStation 3        | 2014. október 28.    | Yuke’s / Visual Concepts / Lakshya Digital / Virtuos / Mineloader / Original Force | [ 100 ] |
| WWE 2K15                                        | Xbox 360             | 2014. október 28.    | Yuke’s / Visual Concepts / Lakshya Digital / Virtuos / Mineloader / Original Force | [ 100 ] |
| WWE 2K15                                        | PlayStation 4        | 2014. november 18.   | Yuke’s / Visual Concepts / Lakshya Digital / Virtuos / Mineloader / Original Force | [ 100 ] |
| WWE 2K15                                        | Xbox One             | 2014. november 18.   | Yuke’s / Visual Concepts / Lakshya Digital / Virtuos / Mineloader / Original Force | [ 100 ] |
| WWE 2K                                          | Android              | 2015. április 16.    | N-Space                                                                            | [ 101 ] |
| WWE 2K                                          | Fire OS              | 2015. április 16.    | N-Space                                                                            | [ 101 ] |
| WWE 2K                                          | iOS                  | 2015. április 16.    | N-Space                                                                            | [ 102 ] |
| WWE 2K15                                        | Windows              | 2015. április 28.    | Yuke’s / Visual Concepts                                                           | [ 103 ] |
| WWE SuperCard – Season 2                        | Android              | 2015. augusztus 20.  | Cat Daddy Games                                                                    | [ 104 ] |
| WWE SuperCard – Season 2                        | Fire OS              | 2015. augusztus 20.  | Cat Daddy Games                                                                    | [ 104 ] |
| WWE SuperCard – Season 2                        | iOS                  | 2015. augusztus 20.  | Cat Daddy Games                                                                    | [ 104 ] |
| NBA 2K16                                        | Windows              | 2015. szeptember 29. | Visual Concepts                                                                    | [ 105 ] |
| NBA 2K16                                        | PlayStation 3        | 2015. szeptember 29. | Visual Concepts                                                                    | [ 105 ] |
| NBA 2K16                                        | PlayStation 4        | 2015. szeptember 29. | Visual Concepts                                                                    | [ 105 ] |
| NBA 2K16                                        | Xbox 360             | 2015. szeptember 29. | Visual Concepts                                                                    | [ 105 ] |
| NBA 2K16                                        | Xbox One             | 2015. szeptember 29. | Visual Concepts                                                                    | [ 105 ] |
| My NBA 2K16                                     | Android              | 2015. október 1.     | Cat Daddy Games                                                                    | [ 106 ] |
| My NBA 2K16                                     | iOS                  | 2015. október 1.     | Cat Daddy Games                                                                    | [ 106 ] |
| NHL SuperCard                                   | Android              | 2015. október 8.     | Cat Daddy Games / Wahoo                                                            | [ 107 ] |
| NHL SuperCard                                   | iOS                  | 2015. október 8.     | Cat Daddy Games / Wahoo                                                            | [ 107 ] |
| NBA 2K16                                        | Android              | 2015. október 15.    | Visual Concepts China                                                              | [ 108 ] |
| NBA 2K16                                        | iOS                  | 2015. október 15.    | Visual Concepts China                                                              | [ 108 ] |
| WWE 2K16                                        | PlayStation 3        | 2015. október 27.    | Yuke’s / Visual Concepts                                                           | [ 109 ] |
| WWE 2K16                                        | PlayStation 4        | 2015. október 27.    | Yuke’s / Visual Concepts                                                           | [ 109 ] |
| WWE 2K16                                        | Xbox 360             | 2015. október 27.    | Yuke’s / Visual Concepts                                                           | [ 109 ] |
| WWE 2K16                                        | Xbox One             | 2015. október 27.    | Yuke’s / Visual Concepts                                                           | [ 109 ] |
| WWE 2K16                                        | Windows              | 2016. március 11.    | Yuke’s / Visual Concepts                                                           | [ 110 ] |
| My NBA 2K17                                     | Android              | 2016. szeptember 6.  | Cat Daddy Games                                                                    | [ 111 ] |
| My NBA 2K17                                     | iOS                  | 2016. szeptember 6.  | Cat Daddy Games                                                                    | [ 111 ] |
| My NBA 2K17                                     | Fire OS              | 2016. szeptember 8.  | Cat Daddy Games                                                                    | [ 112 ] |
| NBA 2K17: The Prelude                           | PlayStation 4        | 2016. szeptember 9.  | Visual Concepts                                                                    | [ 113 ] |
| NBA 2K17: The Prelude                           | Xbox One             | 2016. szeptember 9.  | Visual Concepts                                                                    | [ 113 ] |
| NBA 2K17                                        | Windows              | 2016. szeptember 20. | Visual Concepts                                                                    | [ 114 ] |
| NBA 2K17                                        | PlayStation 3        | 2016. szeptember 20. | Visual Concepts                                                                    | [ 114 ] |
| NBA 2K17                                        | PlayStation 4        | 2016. szeptember 20. | Visual Concepts                                                                    | [ 114 ] |
| NBA 2K17                                        | Xbox 360             | 2016. szeptember 20. | Visual Concepts                                                                    | [ 114 ] |
| NBA 2K17                                        | Xbox One             | 2016. szeptember 20. | Visual Concepts                                                                    | [ 114 ] |
| NBA 2K17                                        | Android              | 2016. szeptember 22. | Visual Concepts China                                                              | [ 115 ] |
| NBA 2K17                                        | iOS                  | 2016. szeptember 22. | Visual Concepts China                                                              | [ 115 ] |
| WWE 2K17                                        | PlayStation 3        | 2016. október 11.    | Yuke’s / Visual Concepts                                                           | [ 116 ] |
| WWE 2K17                                        | PlayStation 4        | 2016. október 11.    | Yuke’s / Visual Concepts                                                           | [ 116 ] |
| WWE 2K17                                        | Xbox 360             | 2016. október 11.    | Yuke’s / Visual Concepts                                                           | [ 116 ] |
| WWE 2K17                                        | Xbox One             | 2016. október 11.    | Yuke’s / Visual Concepts                                                           | [ 116 ] |
| NHL SuperCard 2K17                              | Android              | 2016. október 12.    | Cat Daddy Games / Koolhaus Games                                                   | [ 117 ] |
| NHL SuperCard 2K17                              | iOS                  | 2016. október 12.    | Cat Daddy Games / Koolhaus Games                                                   | [ 117 ] |
| NHL SuperCard 2K17                              | Fire OS              | 2016. október 13.    | Cat Daddy Games / Koolhaus Games                                                   | [ 118 ] |
| WWE SuperCard – Season 3                        | Android              | 2016. november 16.   | Cat Daddy Games                                                                    | [ 119 ] |
| WWE SuperCard – Season 3                        | Fire OS              | 2016. november 16.   | Cat Daddy Games                                                                    | [ 119 ] |
| WWE SuperCard – Season 3                        | iOS                  | 2016. november 16.   | Cat Daddy Games                                                                    | [ 119 ] |
| NBA 2KVR Experience                             | HTC Vive             | 2016. november 22.   | Visual Concepts / Specular Interactive                                             | [ 120 ] |
| NBA 2KVR Experience                             | PlayStation VR       | 2016. november 22.   | Visual Concepts / Specular Interactive                                             | [ 120 ] |
| NBA 2KVR Experience                             | Samsung Gear VR      | 2016. november 22.   | Visual Concepts / Specular Interactive                                             | [ 120 ] |
| NBA 2KVR Experience                             | Oculus Rift          | 2016. november 22.   | Visual Concepts / Specular Interactive                                             | [ 120 ] |
| WWE 2K17                                        | Windows              | 2017. február 7.     | Yuke’s / Visual Concepts                                                           | [ 121 ] |
| My NBA 2K18                                     | Android              | 2017. szeptember 7.  | Cat Daddy Games                                                                    | [ 122 ] |
| My NBA 2K18                                     | iOS                  | 2017. szeptember 7.  | Cat Daddy Games                                                                    | [ 122 ] |
| NBA 2K18: The Prelude                           | Xbox One             | 2017. szeptember 8.  | Visual Concepts                                                                    | [ 123 ] |
| NBA 2K18: The Prelude                           | PlayStation 4        | 2017. szeptember 8.  | Visual Concepts                                                                    | [ 123 ] |
| NBA 2K18                                        | Windows              | 2017. szeptember 19. | Visual Concepts                                                                    | [ 124 ] |
| NBA 2K18                                        | Xbox One             | 2017. szeptember 19. | Visual Concepts                                                                    | [ 124 ] |
| NBA 2K18                                        | PlayStation 4        | 2017. szeptember 19. | Visual Concepts                                                                    | [ 124 ] |
| NBA 2K18                                        | Nintendo Switch      | 2017. szeptember 19. | Visual Concepts                                                                    | [ 125 ] |
| NBA 2K18                                        | Xbox 360             | 2017. szeptember 19. | Visual Concepts                                                                    | [ 124 ] |
| NBA 2K18                                        | PlayStation 3        | 2017. szeptember 19. | Visual Concepts                                                                    | [ 124 ] |
| NBA 2K18                                        | iOS                  | 2017. szeptember 21. | Visual Concepts Asia                                                               | [ 126 ] |
| NHL SuperCard 2K18                              | Android              | 2017. október 4.     | Cat Daddy Games / Koolhaus Games                                                   | [ 127 ] |
| NHL SuperCard 2K18                              | iOS                  | 2017. október 4.     | Cat Daddy Games / Koolhaus Games                                                   | [ 127 ] |
| WWE 2K18                                        | Xbox One             | 2017. október 17.    | Yuke’s / Visual Concepts                                                           | [ 128 ] |
| WWE 2K18                                        | PlayStation 4        | 2017. október 17.    | Yuke’s / Visual Concepts                                                           | [ 128 ] |
| WWE 2K18                                        | Windows              | 2017. október 17.    | Yuke’s / Visual Concepts                                                           | [ 129 ] |
| WWE SuperCard – Season 4                        | Android              | 2017. november 16.   | Cat Daddy Games                                                                    | [ 130 ] |
| WWE SuperCard – Season 4                        | Fire OS              | 2017. november 16.   | Cat Daddy Games                                                                    | [ 130 ] |
| WWE SuperCard – Season 4                        | iOS                  | 2017. november 16.   | Cat Daddy Games                                                                    | [ 130 ] |
| WWE 2K18                                        | Nintendo Switch      | 2017. december 6.    | Yuke’s / Blind Squirrel Games / Visual Concepts                                    | [ 131 ] |
| NBA 2K18                                        | Android              | 2017. december 15.   | Visual Concepts Asia                                                               | [ 132 ] |
| NBA 2K19: The Prelude                           | PlayStation 4        | 2018. augusztus 31.  | Visual Concepts                                                                    | [ 133 ] |
| NBA 2K19: The Prelude                           | Xbox One             | 2018. augusztus 31.  | Visual Concepts                                                                    | [ 133 ] |
| NBA 2K19                                        | Windows              | 2018. szeptember 11. | Visual Concepts                                                                    | [ 133 ] |
| NBA 2K19                                        | Nintendo Switch      | 2018. szeptember 11. | Visual Concepts                                                                    | [ 133 ] |
| NBA 2K19                                        | PlayStation 4        | 2018. szeptember 11. | Visual Concepts                                                                    | [ 133 ] |
| NBA 2K19                                        | Xbox One             | 2018. szeptember 11. | Visual Concepts                                                                    | [ 133 ] |
| WWE 2K19                                        | Windows              | 2018. október 9.     | Yuke’s / Visual Concepts                                                           | [ 134 ] |
| WWE 2K19                                        | PlayStation 4        | 2018. október 9.     | Yuke’s / Visual Concepts                                                           | [ 134 ] |
| WWE 2K19                                        | Xbox One             | 2018. október 9.     | Yuke’s / Visual Concepts                                                           | [ 134 ] |
| NBA 2K Playground 2                             | Windows              | 2018.                | Saber Interactive                                                                  | [ 135 ] |
| NBA 2K Playground 2                             | Nintendo Switch      | 2018.                | Saber Interactive                                                                  | [ 135 ] |
| NBA 2K Playground 2                             | PlayStation 4        | 2018.                | Saber Interactive                                                                  | [ 135 ] |
| NBA 2K Playground 2                             | Xbox One             | 2018.                | Saber Interactive                                                                  | [ 135 ] |

## Studiói

### Jelenlegi
- Visual Concepts – Kalifornia, Agoura Hills, alapítva 1988-ban, felvásárolva 2005-ben

### Korábbi
- 2K Los Angeles – Kalifornia, Camarillo, alapítva 2002 januárjában Kush Games néven, felvásárolva 2005 januárjában, átnevezve 2007-ben, bezárva 2008-ban
- Indie Built – Utah, Salt Lake City, alapítva 1982-ben Access Software néven, felvásárolva és átnevezve 2004-ben, bezárva 2006-ban
- PAM Development – Franciaország, Párizs – alapítva 1995-ben, felvásárolvs 2005-ben, bezárva 2008-ban